# Grybów (gromada)
Grybów – dawna gromada, czyli najmniejsza jednostka podziału terytorialnego Polskiej Rzeczypospolitej Ludowej w latach 1954–1972.
Gromady, z gromadzkimi radami narodowymi (GRN) jako organami władzy najniższego stopnia na wsi, funkcjonowały od reformy reorganizującej administrację wiejską przeprowadzonej jesienią 1954 do momentu ich zniesienia z dniem 1 stycznia 1973, tym samym wypierając organizację gminną w latach 1954–1972.
Gromadę Grybów z siedzibą GRN w mieście Grybów utworzono – jako jedną z 8759 gromad na obszarze Polski – w powiecie nowosądeckim w woj. krakowskim, na mocy uchwały nr 26/IV/54 WRN w Krakowie z dnia 6 października 1954. W skład jednostki weszły obszary dotychczasowych gromad Siołkowa i Biała Niżna ze zniesionej gminy Grybów w tymże powiecie. Dla gromady ustalono 27 członków gromadzkiej rady narodowej.
16 sierpnia 1957 do gromady Grybów przyłączono przysiółek Zofinów o powierzchni 268,28 ha z miasta Grybów.
1 stycznia 1969 do gromady Grybów przyłączono wsie Biała Wyżna i Kąclowa ze zniesionej gromady Kąclowa.
Gromada przetrwała do końca 1972 roku, czyli do kolejnej reformy gminnej. Z dniem 1 stycznia 1973 roku reaktywowano gminę Grybów.